# 京都歴史回廊協議会
京都歴史回廊協議会（きょうとれきしかいろうきょうぎかい）は、京都の市民団体。寺社や天皇陵などの歴史遺産が豊富にある京都市北西部地域の住民・大学が中心の団体で、地域の歴史、文化遺産、自然などの学習や保全、人材育成などに取り組む。

## 事務局
学校法人立命館　総務部　衣笠キャンパス地域連携課

## 参加大学
- 京都嵯峨芸術大学
- 花園大学
- 佛教大学
- 立命館大学